# Ahmed Adel
Ahmed Adel (5 de novembro de 1974) é um ex-futebolista profissional emiratense, que atuava como meia.

## Carreira
Ahmed Adel atuou no Kalba.

## Seleção
Ahmed Adel integrou a Seleção Emiratense de Futebol na Copa das Confederações de 1997.